# Heribert Scharrenbroich

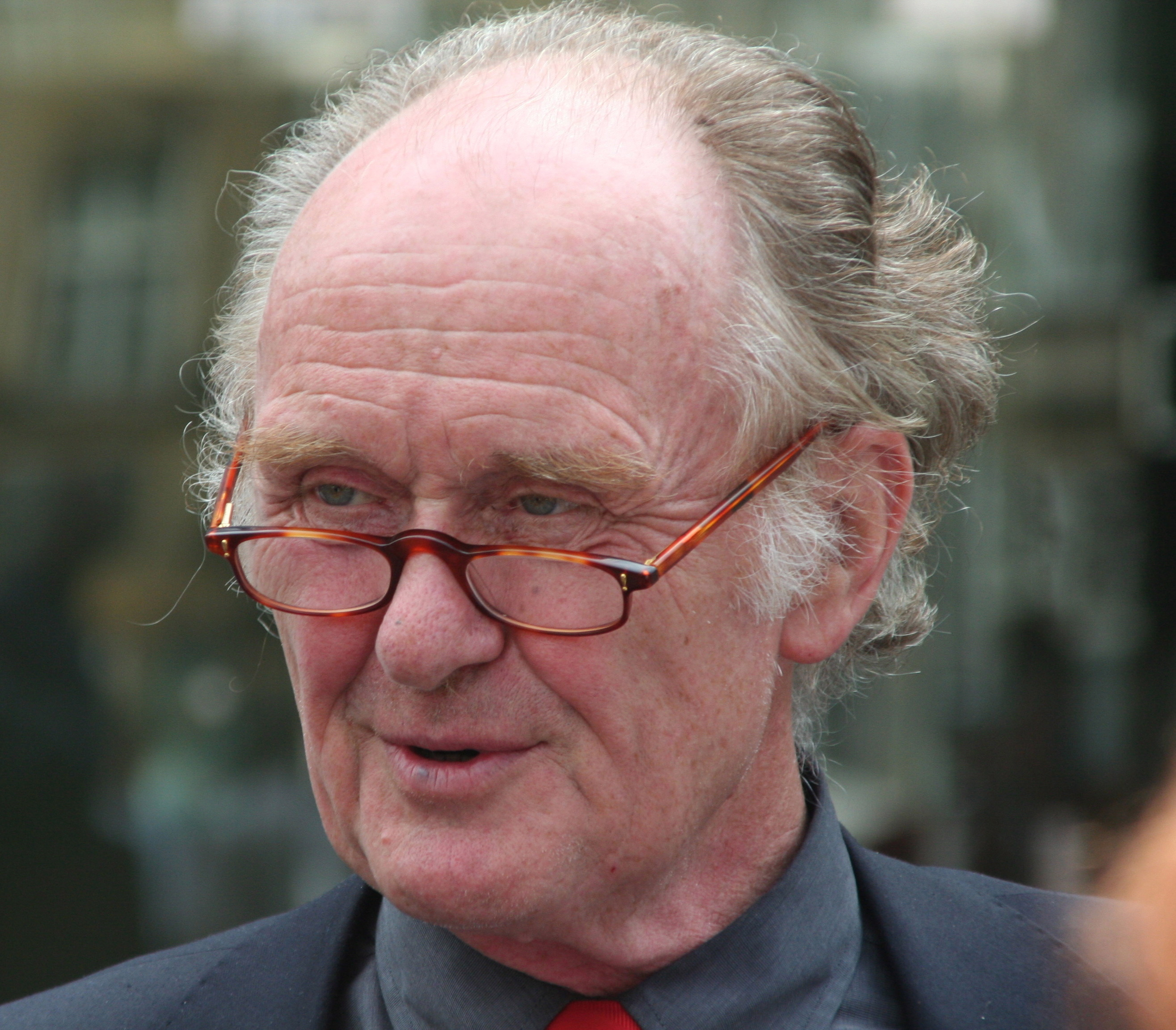
Heribert Scharrenbroich (2006)

Heribert Scharrenbroich (* 8. März 1940 in Köln) ist ein deutscher Politiker (CDU), ehemaliger Bundestagsabgeordneter und Staatssekretär sowie Vorsitzender des Kuratoriums von CARE Deutschland.

## Ausbildung, berufliche Laufbahn und Privates
Scharrenbroich machte sein Abitur 1961 in Linz am Rhein, absolvierte seinen Wehrdienst und begann ein Studium der Wirtschaftswissenschaften an der Universität zu Köln, das er 1968 als Diplom-Volkswirt abschloss. Anschließend arbeitete Scharrenbroich bis 1972 als gesellschaftspolitischer Referent und verantwortlicher Redakteur der Zeitschrift Soziale Ordnung, dem Organ der Christlich-Demokratischen Arbeitnehmerschaft Deutschlands (CDA). Ab 1973 war er in Lateinamerika für die Konrad-Adenauer-Stiftung in der gewerkschaftlichen Bildungsarbeit tätig, danach – von 1977 bis 1985 – Hauptgeschäftsführer der CDA.
Heribert Scharrenbroich ist verheiratet, hat drei Kinder und lebt in Sankt Augustin-Hangelar.

## Politisches Wirken
Scharrenbroich trat 1963 in die CDU ein und hatte zunächst Führungsämter in der katholischen Jugendbewegung (Bund Neudeutschland) sowie der Jungen Union inne. Von 1985 bis 1991 war er Landesvorsitzender der CDA Rheinland-Pfalz und später Vorsitzender der Internationalen Christlich Demokratischen Arbeitnehmerschaft (ICDA) sowie Vorstandsmitglied der Christlich-Demokratischen Internationalen.

### Bundestagsabgeordneter
Am 19. Juni 1985 rückte Scharrenbroich für den verstorbenen Abgeordneten Alois Mertes in den Deutschen Bundestag nach. Er war von 1987 bis 1994 Vorsitzender der Arbeitnehmergruppe der CDU/CSU-Bundestagsfraktion, der zu dieser Zeit ca. ein Drittel der Fraktionsmitglieder angehörten. In der 11. und 12. Wahlperiode war er Mitglied des Bundestagsausschusses für Arbeit und Sozialordnung und dort vor allem Berichterstatter seiner Fraktion für alle mitbestimmungsrelevanten Gesetzesnovellierungen.
1990 wurde er als Lateinamerikaexperte Mitglied des Auswärtigen Ausschusses und Obmann der CDU/CSU-Bundestagsfraktion im Unterausschuss Menschenrechte und humanitäre Hilfe. Im Auftrag des Parteivorsitzenden Helmut Kohl reiste er mehrfach nach Lateinamerika in Menschenrechtsangelegenheiten. In Abstimmung mit Kohl und den SPD-Politikern Hans-Jürgen Wischnewski und Jochen Vogel nahm er 1987 als Berater der nicaraguanischen Widerstandsbewegung an den Friedensverhandlungen mit der sandinistischen Regierung Nicaraguas teil. Besuche und Unterstützung der Bürgerrechtsbewegung in der damaligen DDR, insbesondere zu den Bürgerrechtlern Rainer Eppelmann und Ralf Hirsch, führten 1987 zu einem Einreiseverbot nach Ost-Berlin, das sogar noch am Tag nach der Maueröffnung am 10. November 1989 Anwendung fand.
In seiner letzten Rede vor dem Deutschen Bundestag am 25. Februar 1994 sprach Scharrenbroich für die Minderheitengruppe der Unionsfraktion zu Gunsten der Verhüllung des Reichstages durch das Künstlerehepaar Christo und Jeanne-Claude. Mit seiner Ernennung zum Staatssekretär schied er am 23. März 1994 aus dem Parlament aus.

### Staatssekretär
Heribert Scharrenbroich wurde am 22. März 1994 als Nachfolger des verstorbenen Albrecht Hasinger zum Staatssekretär im Bundesministerium für Familie und Senioren ernannt. Ab November 1994 war das Ressort auch für die Bereiche Frauen und Jugend verantwortlich. Auf eigenen Wunsch hin wurde Scharrenbroich nicht in das Beamtenverhältnis übernommen, sondern erhielt einen an das Beamtenrecht angelehnten Angestelltenvertrag. Laut politischer Beobachter sollte der Eindruck vermieden werden, es handele sich um einen Versorgungsfall.
Als Staatssekretär verhandelte Scharrenbroich vor allem innerhalb der Koalition die Reform des Familienleistungsausgleichs von 1995.

### Späteres Wirken
Im Februar 1996 wurde Scharrenbroich Untergeneraldirektor (ADG) der Internationalen Arbeitsorganisation (ILO) der Vereinten Nationen mit Sitz in Genf. Dort war er einer der vier Regionaldirektoren, zuständig für die Länder Europas und Zentralasiens. Ein Schwerpunkt seiner Tätigkeit war die Vorbereitung der Sozial- und Arbeitsministerien sowie Tarifpartner der Länder Mitteleuropas in arbeits- und sozialrechtlichen Fragen auf deren Beitritt zur EU. Auf Betreiben der rot-grünen Bundesregierung wurde der CDU-Politiker zum 1. Januar 2001 durch ein Mitglied der SPD ersetzt. Er beschloss, nur noch ehrenamtlich tätig zu sein und „nur noch das zu machen, was mir sinnvoll erscheint und Freude macht“.
Von 2003 bis 2013 war Scharrenbroich Vorstandsmitglied der international arbeitenden Hilfsorganisation CARE Deutschland e.V., von 2005 bis 2013 als deren Vorsitzender. Seitdem ist er Vorsitzender des Kuratoriums von CARE. Von 2011 bis 2013 war er stellvertretender Vorsitzender des Nothilfebündnisses Aktion Deutschland Hilft, dem CARE Deutschland mit 22 weiteren Nichtregierungsorganisationen angehört. Im Jahr 2009 gründete er mit dem Notar Nikolaus Ley die Stiftung Hoffnung 1-plus – CARE für Kinder in Slums, die er als Vorsitzender des Vorstandes leitet; die Stiftung hat sich inzwischen umbenannt in Stiftung Zukunft für Kinder in Slums. Mit allen Mitgliedern des Stiftungsrats gründete er 2020 den gemeinnützigen Verein Zukunft für Kinder in Slums e.V., zu dessen Vorsitzendem er gewählt wurde. Scharrenbroich ist auch Vorsitzender des Kuratoriums von Xertifix e.V., einer Nichtregierungsorganisation, die sich die für bessere Arbeitsbedingungen im asiatischen Natursteinsektor einsetzt.

## Auszeichnungen
- Orden „Merito al Trabajo“, 1. Klasse (Venezuela, 1995)
- Bundesverdienstkreuz 1. Klasse (1996)
- Großes Verdienstkreuz des Verdienstordens der Bundesrepublik Deutschland (2022)[4]